# Кондратьєво (Ленінградська область)
Кондра́тьєво (рос. Кондра́тьево, до 1948 Ся́ккіярві, фін. Säkkijärvi «мішкове озеро») — селище в складі Селезньовського сільського поселення в Виборзькому районі Ленінградської області.
Колишнє фінське село, до 1940 року входило до складу волості Сяккіярві Виборзької губернії Фінляндії.  Перейменоване в 1948 спочатку в «Ульянівку», потім в «Кондратьєво», у пам'ять командира винищувального авіаполку гвардії полковника П. В. Кондратьєва (1909-1943). Перейменування затверджено Указом Президії Верховної Ради РФРСР від 1 жовтня 1948 року. Поштовий індекс - 188908.

## Населення
| 2007 | 2010  | 2017 |
| ---- | ----- | ---- |
| 1003 | ↗1028 | ↘968 |